# Östra och Västra Mårtensgatan

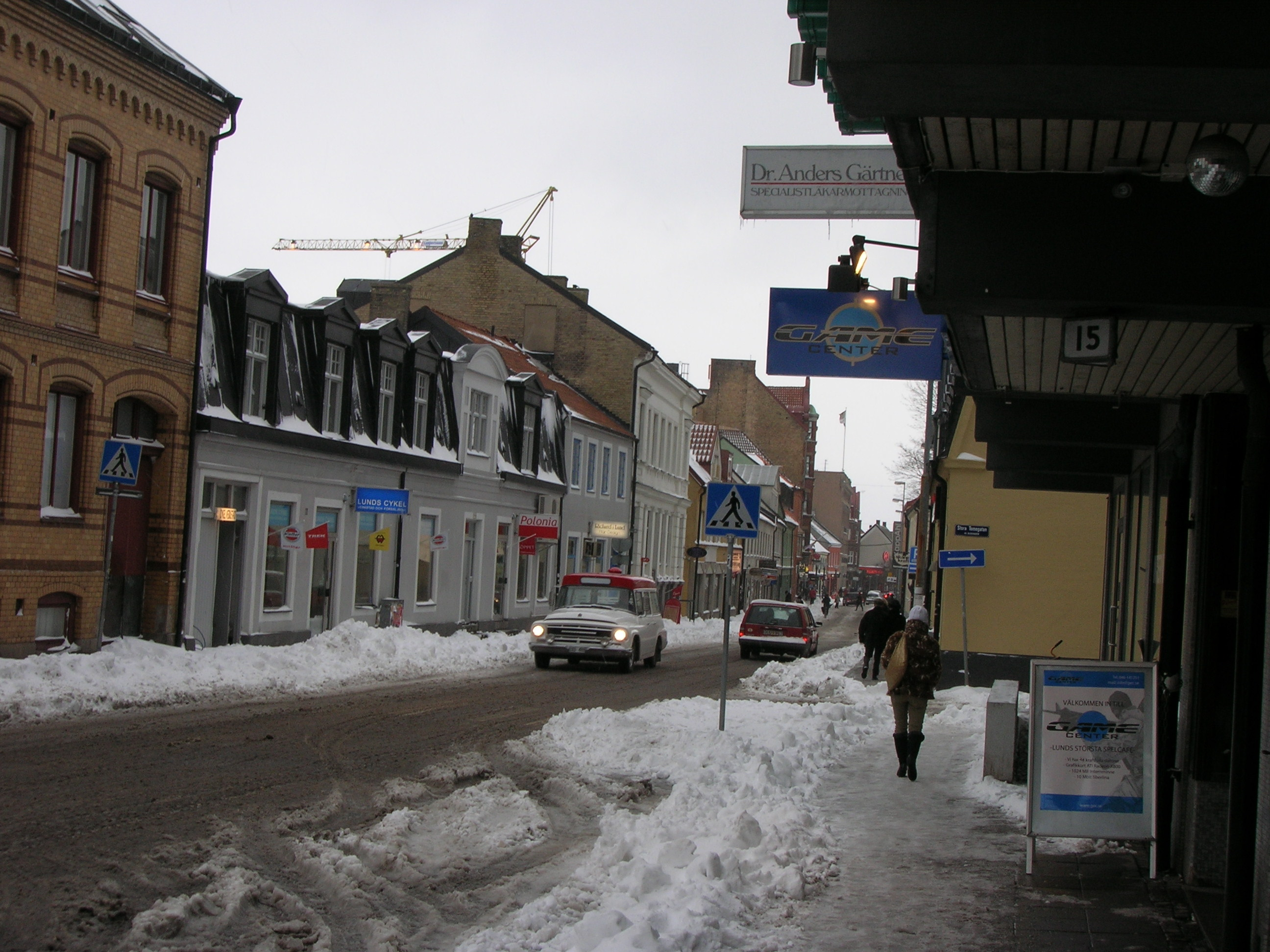
Östra Mårtensgatan i mars 2007.

Östra Mårtensgatan och Västra Mårtensgatan är två gator i Lunds stadskärna. De två gatorna går rakt genom stadens östra sida från Östertull vid Östra Vallgatan till Stora Södergatan. På äldre kartor kan hela gatusträckan gå under namnet "Mårtensgatan", men nuförtiden delas gatan upp i Östra Mårtensgatan som ligger öster om Mårtenstorget och Västra Mårtensgatan som ligger väster om torget. Namnen kommer av Sankt Mårtens kyrka som låg i närheten under medeltiden.

Karta över hela gatusträckningen.

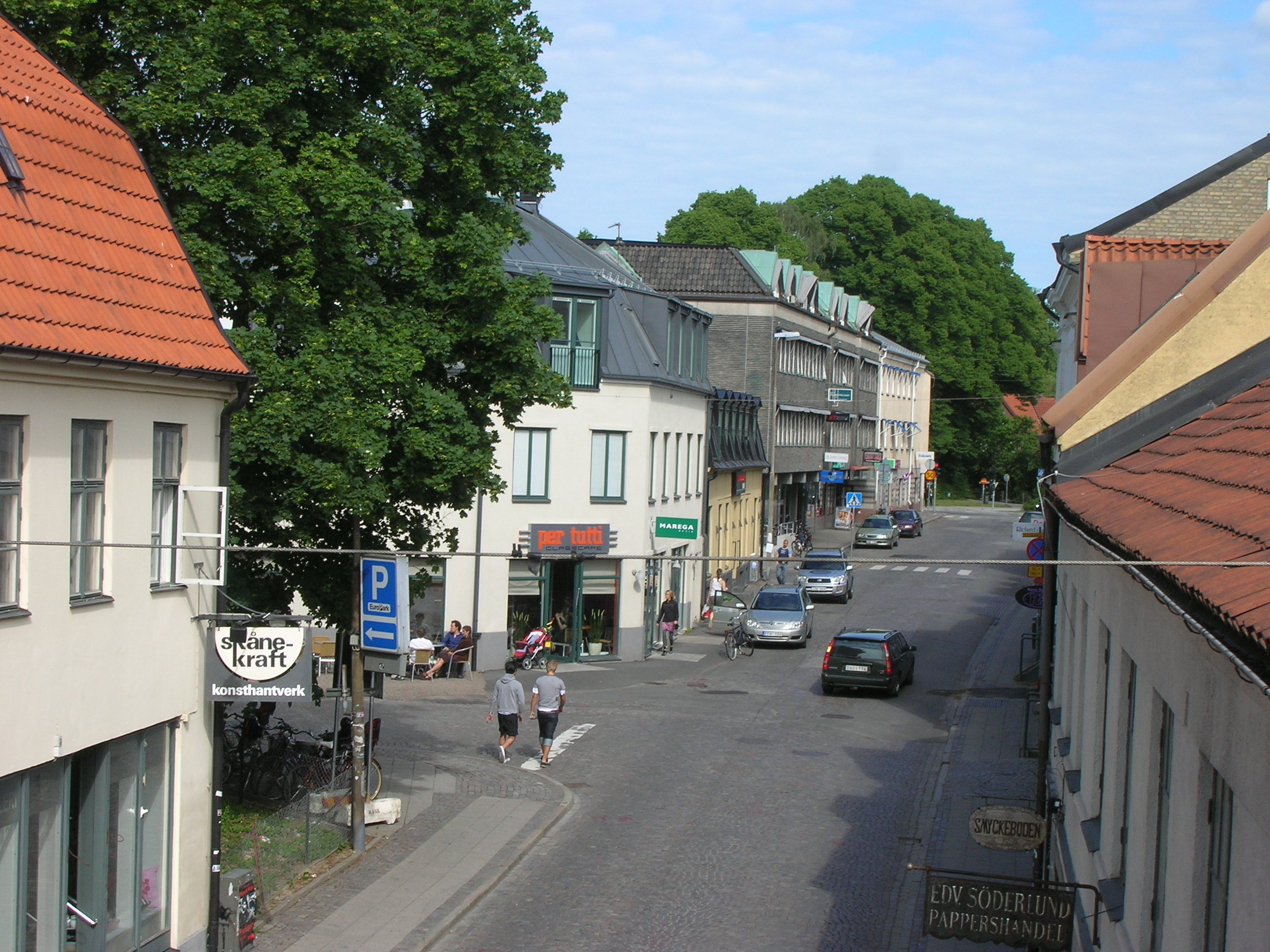
Östra delen av Östra Mårtensgatan.

Hela gatan byggdes förmodligen på 1300-talet. Särskilt Östra Mårtensgatan har haft stor betydelse då den var Lunds infart från öster. Mot slutet av 1700-talet var gatans båda sidor i stort sett helt bebyggda med obrutna husrader. När järnvägen öppnades i andra änden av staden tappade Mårtensgatan i betydelse. Mycket äldre småstadsbebyggelse från 1800-talet finns kvar.
Östra Mårtensgatan genomgick under år 2007 en omfattande renovering när gatan lades om och trottoarerna planades ut. Även om gatan då fick mer gågatekaraktär är biltrafik fortsatt tillåten.

## Byggnader

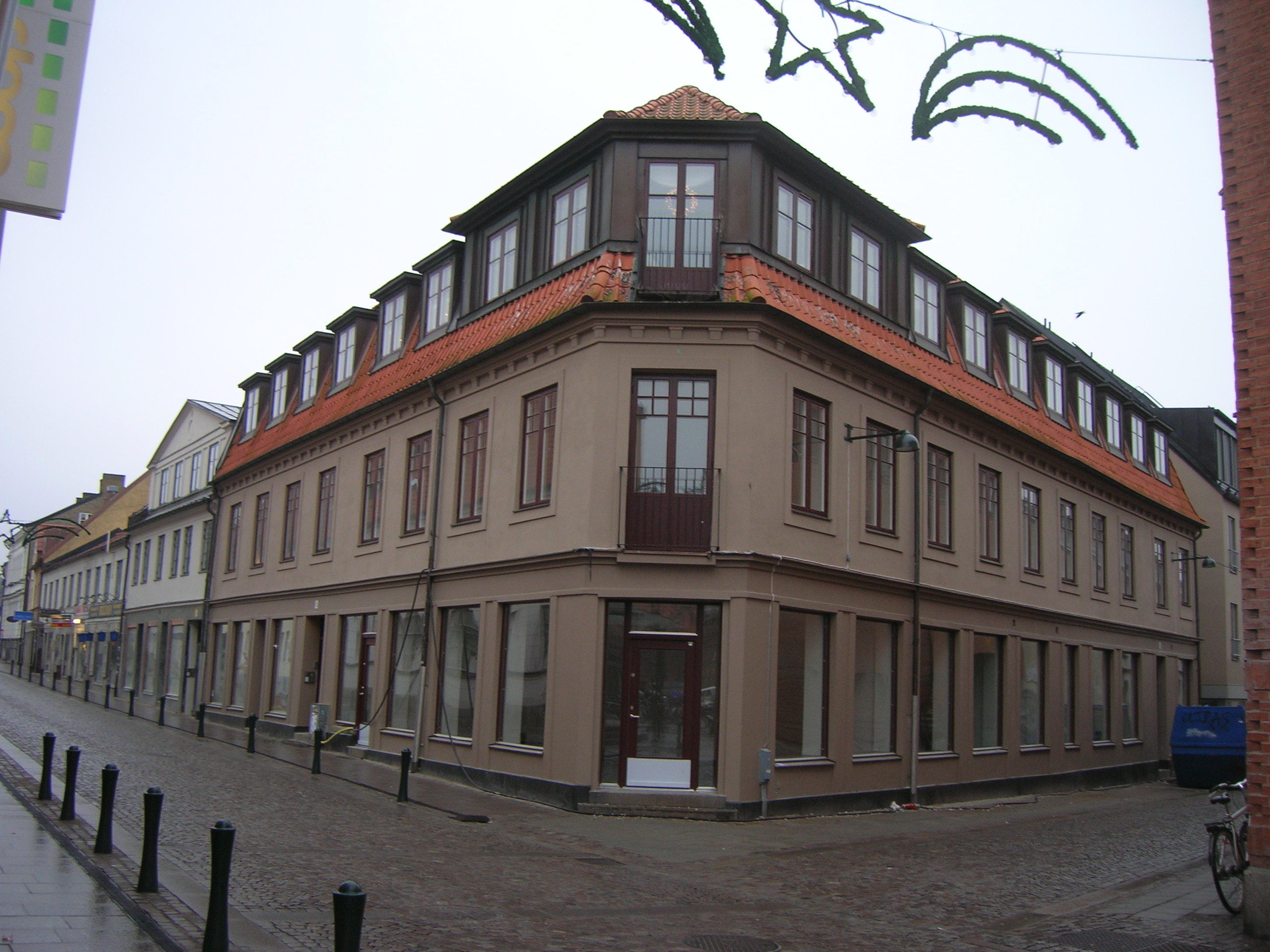
Sesamhuset.

- Östra Mårtensgatan 2, även känt som Sesamhuset, ursprungligen från 1840-talet. 1929-1930 genomfördes en ombyggnad där en tredje våning lades till och fasaden belades med puts. I början av 2000-talet skulle huset renoveras, men detta drog ut på tiden och huset blev stående att förfalla. Huset renoverades dock under 2006-2007.[1] Huset har två butikslokaler mot Mårtensgatan, en i gathörnet och en längre in på gatan. Den senare innehöll korvbutiken Korvhuset tills denna stängde den 13 november 2020.[2]
- Östra Mårtensgatan 4, gathus byggt 1847 och ombyggt ungefär samtidigt som Sesamhuset. Tidigare låg en av Lunds första pizzerior, "O'Vesuvio", här. Den startade 1971, med fick stänga i samband med att huset renoverades 2005.[3]
- Östra Mårtensgatan 6, gathus byggt i två omgångar 1815 och 1825. Har små butikslokaler i gatuplanen. I en av dessa lokaler låg Edvin Söderlunds pappershandel med tillhörande tryckeri. Den grundades 1908 och blev med tiden en av Lunds äldsta affärer.[4] Pappershandelns stängde dock den 30 november 2020.[5] Ägaren till restaurangen Buljong i den intilliggande lokalen tog över pappershandelns gamla lokal och gjorde om den till kafé, men bibehöll en del av den gamla inredningen.[6]